# 源親行
源 親行（みなもと の ちかゆき）は、鎌倉時代前期の文人・政治家・古典学者・歌人。いわゆる河内方の一人。大和守・源光行の子。清和源氏義忠流。子に源義行。

## 略歴
父の後を継いで家業である『源氏物語』の研究を進め、世に言う「河内本」を大成させた。朝廷からは河内守、式部大夫に任官され、極位は従五位下であった。鎌倉幕府で政所別当であった父と交替で鎌倉に下向し、源実朝、藤原頼経、宗尊親王の三代に仕え、歴代の和歌奉行を担当。承久3年（1221年）の承久の乱では父・光行が院方に参陣していたが、その助命を嘆願して許された。貞応3年（1224年）の伊賀氏事件において一条実雅の京都送還が行われた際に、仰せによらず私的に扈従したため、後にそのことが罪に問われて出仕を止められ、所領を召し放たれている。

## 主な交友関係
藤原定家、源実朝、藤原頼経、源仲章、源具親、源仲兼、西行

## 主な著書
- 『源氏物語河内本』（父光行との合作）
- 『万葉集』（書写注釈書）
- 『古今集』（書写注釈書）
- 『新古今集』（書写注釈書）
- 『水原抄』（源氏物語の注釈書）
- 『東関紀行』（別説あり）

## 主な作品
- さみだれの雲ゐるやまの時鳥晴れぬ思の音をや鳴くらむ（『続拾遺和歌集』）
- 夕されば涙やあまるさをしかの入野のをばな袖ぞ露けき（『続拾遺和歌集』）
- 徒らに思ひこがれて年もへぬ人をみぬめの浦の藻しほ火（『続拾遺和歌集』）